# (474049) 2016 GR243
(474049) 2016 GR243 es un asteroide perteneciente al cinturón de asteroides, descubierto el 12 de febrero de 2004 por el equipo del Spacewatch desde el Observatorio Nacional de Kitt Peak, Arizona, Estados Unidos.

## Designación y nombre
Designado provisionalmente como 2016 GR24.

## Características orbitales
2016 GR243 está situado a una distancia media del Sol de 3,127 ua, pudiendo alejarse hasta 3,463 ua y acercarse hasta 2,791 ua. Su excentricidad es 0,107 y la inclinación orbital 4,240 grados. Emplea 2020 días en completar una órbita alrededor del Sol.

## Características físicas
La magnitud absoluta de 2016 GR243 es 16,046.